# Donji blizanački mišić

Donji blizanački mišić (lat. musclus gemellus inferior) varijabilan je (nije prisutan kod svih ljudi) mišić zdjelice. Mišić inerviraju ogranci križnog spleta.

## Polazište i hvatište
Mišić polazi sa sjedne kosti (točnije sjedne izbočine) ide prema naprijed i hvata se za tetivu nutarnjeg zaptivnog mišića, veliki obrtač i intertrohanterični greben na bedrenoj kosti.